# Peace Magazine
Peace Magazine (česky Mírový časopis) je kanadský časopis o odzbrojení a budování míru, který publikuje Kanadský informační servis pro odzbrojení (Canadian Disarmanent Information Service - CANDIS).
Časopis byl publikován jako měsíčník od března do prosince 1985, jako dvouměsíčník od ledna 1986 do června 1999 a pak čtvrtletně od července 1999. Časopis formálně i neformálně spolupracuje s jinými kanadskými a mezinárodními mírovými organizacemi a v letech 1993–2006 časopis zařadil část produkovanou v spolupráci s organizací Science for Peace (Věda pro mír).
Peace Magazine začal v roce 1985 jako pokračování předchozí publikace CANDIS s názvem The Peace Calendar (Mírový kalendář), který byl publikován jako měsíčník od února 1983 do ledna 1985. Původně jedna stránka pro mírové události v oblasti Toronta, The Peace Calendar se rozšířil do 12-stránkového tabloidu s články a analýzami jako příloha ke kanadským seznamům krátce před zahájením publikování časopisu Peace Magazine.
Peace Magazine byl jeden z prvních kanadských časopisů produkovaných s desktop publishing software. Jeho webstránky byly v provozu od roku 1997 a obsahují archiv od roku 1983 do konce předchozího kalendářního roku.
Časopis klade důraz na demokracii, lidská práva a technické aspekty odzbrojení. Jeho autoři patří mezi aktivisty a akademiky se značným překrýváním těchto dvou sfér. Šéfredaktorka je vysloužilá sociologička a mírová aktivistka Metta Spencer.